# Michalina Wisłocka
Michalina Wisłocka (mʲi.xaˈlʲi.na viˈswɔt͡ska; Łódź, 1º luglio 1921 – Varsavia, 5 febbraio 2005) è stata un medico polacca specialista in ginecologia e sessuologia, nota in particolare per il suo libro del 1976 Sztuka kochania (L'arte di amare).

## Biografia
Wisłocka nacque in una famiglia di intellettuali, che durante l'occupazione nazista del paese fu deportata dal Governatorato Generale a Cracovia. Si sposò con il chimico Stanislaw Wislocki, a Varsavia, dove entrambi lavorarono e vissero fino allo scoppio della Rivolta di Varsavia, nel 1944. Nel 1952 si laureò in medicina, nel 1959 conseguì la specializzazione in ginecologia e ostetricia e nel 1969 ricevette il diploma in Scienze Mediche all'Accademia Medica di Varsavia. Fu tra le fondatrici della Società per la maternità cosciente, per la quale si occupò dei disturbi della fertilità e di contraccezione. In seguito, diresse la prima clinica polacca per consulenze mediche alle madri, a Varsavia. Negli Anni Settanta fu a capo del Laboratorio Citodiagnostico della "Società di Pianificazione Familiare", una organizzazione polacca fondata nel 1957 e dedicata a promuovere l'educazione sessuale tra i giovani tramite l'aiuto a individui e coppie in situazioni critiche e all'offerta di assistenza sanitaria sessuale e riproduttiva. 
Il suo libro del 1976 Sztuka kochania (L'arte di amare) fu lanciato nel 1976, nel pieno della rivoluzione sessuale, e diventò un best-seller. Si tratta di una guida sessuale per le coppie, che in Polonia favorì una maggiore apertura a proposito del sesso e della vita sessuale. 
Il 9 settembre del 1997 le venne conferita la croce di cavaliere dell'Ordine della Polonia restituta, una delle decorazioni più alte del paese. Wisłocka morì all'ospedale di Varsavia per complicazioni seguite ad un infarto. Fu sepolta l'11 febbraio 2005 al Cimitero Evangelico Augustano, sempre a Varsavia.

## Omaggi

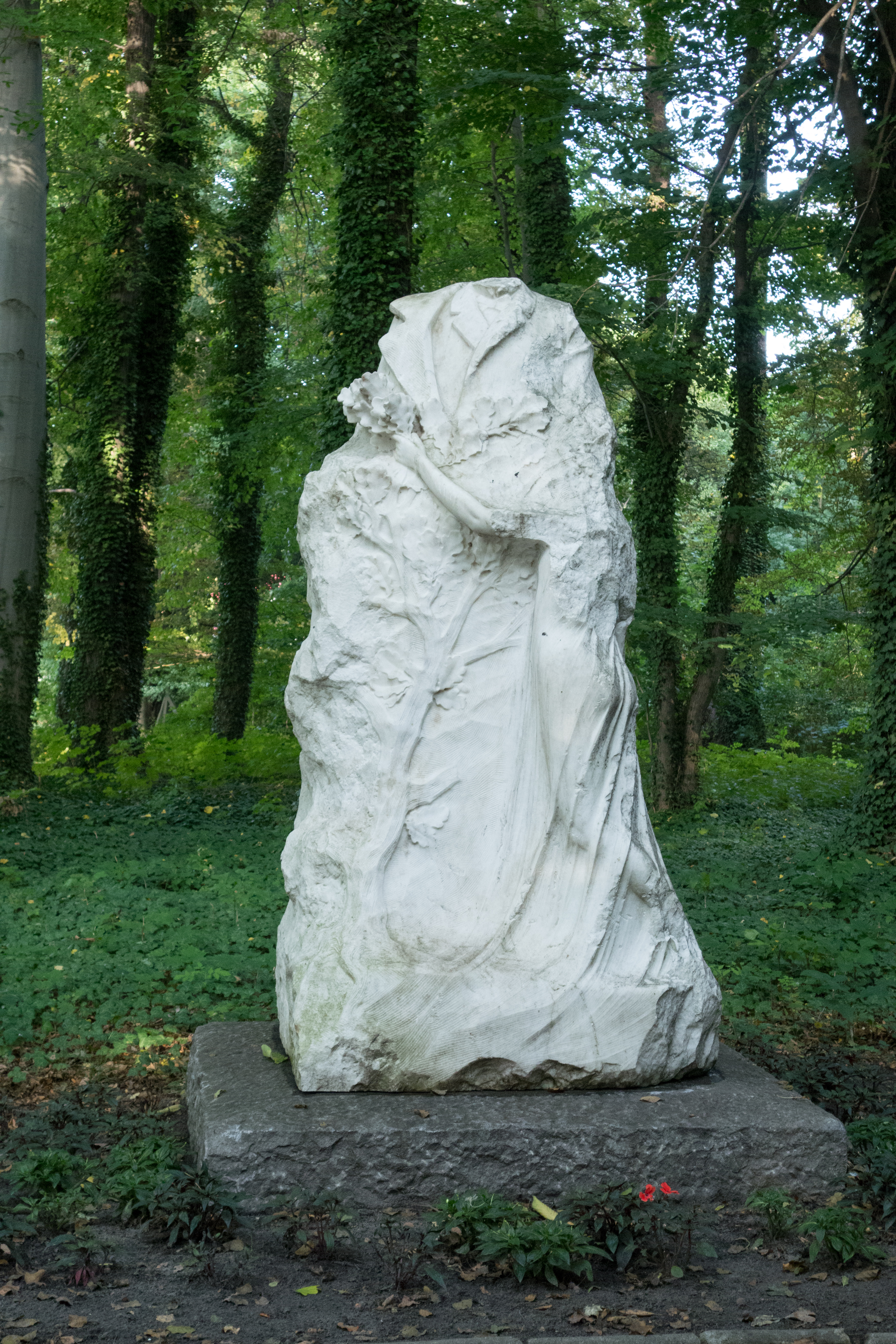
Una statua nel Park Miłości

"Sztuka kochania. Historia Michaliny Wisłockiej" (in italiano L'arte di amare. La storia di Michalina Wisłocka.), la seconda pellicola di Maria Sadowska, è un film biografico che ritrae Wisłocka come la prima esperta di sesso della Polonia. Gli attori protagonisti sono Magdalena Boczarska, Piotr Adamczyk e Justyna Wasilewska. Il film ne racconta la vita partendo dal contesto repressivo e opprimente degli anni della Seconda Guerra Mondiale e arriva fino al 1976, quando arrivò a pubblicare L'arte di amare, un libro che vendette più di sette milioni di copie. 
Il lungometraggio registrò più di 1,7 milioni di spettatori, cosa che lo rese il film più popolare in Polonia nel 2017.
Alla sua opera è ispirato il Park Miłości (Parco dell'amore), presso Lubniewice (Voivodato di Lubusz)

## Opere
- Technika zapobiegania ciąży (Tecniche di prevenzione, 1959)
- Metody zapobiegania ciąży (Metodi di prevenzione della gravidanza, 1976)
- Sztuka kochania (L'arte di amare, 1978), ISBN 83-207-0488-X
- Kultura miłości (La cultura dell'amore, 1980)
- Kalejdoskop seksu (Caleidoscopio del seso, 1986), ISBN 83-03-01447-1
- Sztuka kochania: w dwadzieścia lat później (L'arte di amare: venti anni dopo, 1988), ISBN 83-207-1371-4
- Sztuka kochania: witamina „M” (L'arte di amare: vitamina M, 1991), ISBN 83-207-1376-5
- Sukces w miłości (Successo in amore, 1993), ISBN 83-85249-24-9
- Malinka, Bratek i Jaś (Malinka, Bratek e Jaś, 1998), ISBN 83-7180-862-3
- Miłość na całe życie: wspomnienia z czasów beztroski (Amore per tutta la vita: ricordi di tempi spensierati, 2002), ISBN 83-7311-201-4[8]